# Ніл Рекгем
Ніл Рекгем  (англ. Neil Rackham)  – англійський бізнес-консультант, академік, автор книг. Відомий завдяки роботі «SPIN Selling», у якій пропонується інноваційний метод «консультативних продажів». Є професором Портсмутського університету, Школи управління Кренфілда та Університету Шеффілда в Англії, а також Університету Цинциннаті (США). Часто виступає з лекціями на конференціях бізнес-шкіл та корпорацій по всьому світу.

## Ранній період життя
Ніл Рекгем народився в Англії. В дитинстві кілька років жив у Борнео. Базову освіту отримав в гімназії у Тоттоні (Гемпшир, Англія), вивчав психологію в Шеффілдському університеті, де в 1966 році отримав ступінь бакалавра.
У 1969 році продовжив роботу в аспірантурі зі спеціальності «психологія» у Шеффілді, де займався розробкою нових інструментів з вивчення та оцінки ролі навичок міжособистісного спілкування в успішних переговорах та продажах.

## Кар'єра
Праця на посаді наукового співробітника спонукала Рекгема написати свої перші книги, зокрема «The Evaluation of Management Training» (Gower Press, 1970), «Developing Interactive Skills» (Wellens Publishing, 1971), а також «Behaviour Analysis in Training» (McGraw-Hill UK, 1977). 
З 1970 по 1974 рік Рекгем займав посаду керуючого директора «Performance Improvement Ltd».
У 1974 році заснував дослідницьку групу «Huthwaite», яка згодом стала глобальною дослідницькою консалтинговою компанією «Huthwaite Inc.», що базується в Північній Вірджинії, а також «Huthwaite Ltd.» - у Великій Британії. У цей час Ніл розробляє методи вимірювання інтерактивної поведінки та видає ряд оригінальних статей, присвячених практикам і поведінці, пов'язаних з успішними переговорами. Вирішивши застосувати ці методи та далі досліджувати ефективні методи успішного ведення бізнесу між підприємствами, Рекгем звернувся за підтримкою до великих багатонаціональним компаній, включаючи Xerox та IBM, та зібрав близько одного мільйона доларів для свого дослідження. Проект, що мав на меті дослідити поведінку людей в процесі покупки/продажу, залучив близько 30 дослідників, які здійснили 35 тисяч телефонних дзвінків в більш ніж 20 країн світу. Дослідження тривало 12 років.
В Україні Рекгем відомий завдяки книзі «SPIN Selling» (укр. «Техніка продажу SPIN»), яку у 2019 році переклало та опублікувало видавництво «Наш Формат».

## Консалтинг та навчання
Рекгем керував «Huthwaite Inc.» до 2003 року, потім став стратегічним радником заснованої ним фірми.
В 2006 році Ніла було запрошено на посаду професора з продажу та маркетингу до Портсмутського університету, де він працював до 2015 року.
В 2008 (до 2017) році Рекгем став професором зі стратегії продажів в Школі управління при Університеті Кренфілд (Велика Британія).
З 2011 по 2016 рік професор також працював у коледжі бізнесу ім. Карла Х. Лінднера в університеті Цинциннаті; також був запрошений на посаду професора з продажів до Університету Шеффілда (2014 рік).
Рекгем неодноразово викладав у багатьох бізнес-школах США, включаючи Гарвардську школу бізнесу, Школу управління Келлогг, Школу бізнесу Дарден, Школу бізнесу Келлі, Університет Огайо та Пердью (Індіана).

## Нагороди
Ніл Рекгем відзначений почесними грамотами Освітнього фонду, є почесним доктором Портсмутського університету (2009), отримав Премію за інноваційний внесок від Асоціації освітніх систем (2002), є Почесним співробітником Асоціації продажів, Почесним доктором наук Університету Шеффілда (2017).

## Особисте життя
Рекгем живе в Північній Вірджинії зі своєю дружиною Ava J. Abramowitz, викладачем права в юридичній школі Університету Джорджа Вашингтона. У вільний час він Ніл пише вірші та наукову фантастику. В 2019 році планується випуск його першої художньої збірки під назвою «A Telling Of Stones».

## Переклад українською
- Ніл Рекгем. Техніка продажу SPIN / пер. Олександр Лотоцький . — К.: Наш Формат, 2019. — 248 с. — ISBN 978-617-7682-10-2.